# Paralcis latimedia
Paralcis latimedia là một loài bướm đêm trong họ Geometridae.